# Dvorska kapela Karla Velikog u Aachenu
Dvorska kapela Karla Velikog ili  Palatinska kapela, Aachenska kapela, najznačajnija je monumentalna građevina Karolinške renesanse. Nastala je u razdoblju od 786.  do 805.  godine u današnjem gradu Aachenu u sjeverozapadnoj Njemačkoj.
Kapela je bila duhovno središte dvora Karla Velikog, a tijekom idućih 600 godina krunidbena dvorana njemačkih vladara. 
Danas je kapela Karla Velikog dio Aachenske katedrale koja je od 1978.  godine na UNESCO-ovom popisu spomenika Svjetske baštine. Kapela je razlog što Francuzi nazivaju Aachen Aix-la-Chapelle. 

## Carski kompleks Karla Velikog
Dvor Karla Velikog bio je skupina rezidencijalnih, političkih i vjerskih zgrada, koje su bile središte vlasti karolinškog carstva.
To je bio za to doba jedinstven graditeljski projekt, koji je odražavao težnje Karlove obnove - karolinške renesanse. 
Glavni projektant bio je Odo iz Metza, vjerojatno najraniji poznati arhitekt sjeverne Europe. Zgrade su većinom podignute tijekom 790.-ih godina, a rad se nastavio i 
nakon smrti Karla Velikog 814.  godine. O značaju carskog kompleksa govori činjenica da se Aachen nazivao drugim Rimom.
Danas je najveći dio carskog kompleksa uništen, no sačuvana je dvorska kapela koja je uklopljena u današnju Aachensku katedralu.

## Nastanak kapele
Aachenska kapela inspirirana je ranokršćanskim centralnim građevinama, direktni uzor je crkva San Vitale u Raveni koju je car Justinijan sagradio u prvoj polovici 6. stoljeća.
Karlo Veliki posjetio je Rim i Ravenu i bio je oduševljen arhitekturom Italije. Prijestolnica u Aachenu trebala je biti impresivan izraz uzvišenosti i moći carstva, stoga je San Vitale postala uzorom carske tradicije koju je Karlo nastojao obnoviti.
Konstrukcija Aachenske kapele odražava veći utjecaj rimske gradnje negoli bizantinske, geometrijska jednostavnost i jasnoća prostornih jedinica razlikuje je od manje određenog prostora ravenske crkve.
Gradnja kapele bilo je teže izvediva na sjevernom tlu, gdje je bilo malo stručnih zidara i kamenorezaca. Pri izgradnji su korištene spolije, kameni materijali nekršćanskih građevina, poput kasnoantičkih stupova. Prijevoz ravenskih i rimskih stupova u Aachen također simbolizira Karlovo obnavljanje prijašnjeg carstva; brončane rešetke korištene na galeriji kapele također su dopremljene iz Italije.

## Unutrašnjost
Aachenska kapela je centralna kupolna građevina oblika mnogostrane prizme. 
Oko oktogonalne jezgre su ophod (deambulatorij) i gornja galerija, dok je vanjski omotač šesnaestostraničnog oblika. Osnovni osmerokut je promjera 14 metara, dok je kupola visine preko 30 metara.
Vertikalan središnji prostor razdvojen je od ophoda zidom s arkadama, koji je ujedno nosač krova nad središnjim dijelom.
Masivne, niže arkade prizemlja su istaknutim vijencem razdvojene od visokih arkada galerije. Dva reda stupova gornjih arkada ritmički se otvaraju prema osvjetljenom središnjem prostoru i tako spajaju prsten galerije s centralnim dijelom.
Konstrukcija i način povezivanja elemenata gornjih arkada, sa stupovima i antičkim spolijama, motiv je koji nije postojao ranije.
Rimski uzori ogledaju se u masivnosti križnih i bačvastih svodova, u konstrukciji snažnih stubova, koji su oštro rezanih ploha i s uskim kapitelima, kao i u visokom i relativno uskom tamburu središnjeg prostora. 
Kupola kapele izgrađena je od betona koji je gušći, deblji i teži od onoga na Ravenskoj crkvi.
Kapela je zidana od glatko klesanih kamenih blokova s ornamentalno obrađenim površinama. 
Karakter unutrašnjosti odaje spoj snažne duhovnosti, vidljiv u monumentaloj jednostavnosti središnjeg prostora, i carsku raskoš naglašenu tehnički i umjetnički savršenim radovima u broncama i zlatu, korištenjem ukrasnog raznobojnog mramora itd.

## Vanjski izgled
Karlova kapela danas je jezgra Aachenske katedrale i djeluje relativno mala u usporedbi s kasnijim dogradnjama, no u doba nastanka bila je najveća kupolna crkva sjeverno od Alpa. 
Glavnim ulazom dominira vestverk  (westwerk), zapadno zdanje sastavljeno od ulaznog predvorja i gornje gradnje s prostorijama na katovima i s tornjevima. To je visoka, kompaktna arhitektonska jedinica postavljena u pravilnoj osi nasuprot pravokutne apside. 
Dodavanje vestverka crkvama jedan je od franačkih doprinosa tradiciji zapadne arhitekture.
Ranokršćanske crkve ili nisu imale tornjeve ili su imale samostojeće zvonike, no tijekom karolinškog razdoblja tornjevi su postali sastavni dio crkve. 
Tako je aachenski vestverk, za razliku od zapadnog zdanja crkve San Vitale, čvrsto pripojen uz kapelu. Vestverk ahenske kapele jedan je od najranijih zabilježenih i postao je osobitost karolinške arhitekture pa tako i kasnije njemačke romanike. Vestverk će se na srednjovjekovnim crkvama razviti u još složenije i više zapadno zdanje s kulama.
Ulazna vrata Karlove kapele, tzv. vučja vrata imaju dva masivna brončana krila, od kojih je svako krilo lijevano u jednom komadu. Vrata obnavljaju uzore carskog Rima svojim profiliranim okvirima s ornamentima, izrađena su u kasnije pronađenoj ljevaonici. 
Vanjski izgled Karlove kapele uvelike je izmijenjen zbog nadogradnji tijekom kasnijih stoljeća, pa je i vestverk danas nejasan. Originalni izgled kapele može se vidjeti na reljefu Karlsschreina iz Aachenske riznice koji prikazuje Karla Velikog dok posvećuje crkvu Bogorodici.

## Prijestolje Karla Velikog
Prijestolje načinjeno od mramornih ploča postavljeno je na zapadnoj galeriji kapele, nasuprot svetištu s oltarom. 
Biskup Einhard, Karlov biograf, zapisao je da je kralj bio stalni vjernik u kapeli. Prema njegovim riječima, Karlo bi dolazio u kapelu na bogoslužje i ujutro i navečer, pa čak i noću, sve dok ga je zdravlje služilo. Einhardt je također znapisao o Karlu:»..trudio se unaprijediti crkveno čitanje i pjevanje jer je oboma bio vičan, iako nije nikad čitao ni pjevao, osim samo tiho i s drugima.» (P.Grierson).
Prijestolje Karla Velikog je tijekom narednih stoljeća (936.  do 1531. ) služilo za krunjenje njemačkih vladara. U kapeli se također nalaze posmrtni ostaci Karla Velikog, koji je ovdje sahranjen 814. godine.